# Давньоправославний період в історії Почаївського монастиря
Давньоправославний період в історії Почаївського монастиря — період Православ'я в історії Почаївського монастиря від його утворення до початку XVIII століття, коли він перейшов до греко-католиків.

## Зародження обителі
Достовірних відомостей про створення Почаївського монастиря немає. Відомості про перші сторіччя існування монастиря складалися на базі легенд. Утворення на території сучасного міста Почаїв православного монастиря, що потім переріс у лавру, дослідники звикли пов'язувати з двома основними версіями — «Дотатарською» і «Татарською», тобто що монастир вперше заснували ще до Монголо-татарської навали на Русь, або під час неї.

### Дотатарська версія

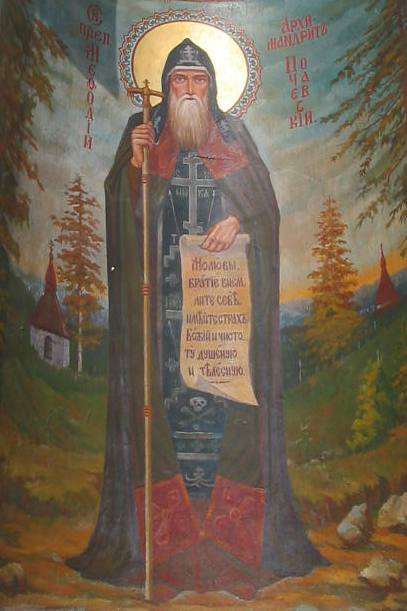
Преподобний Мефодій Почаївський, легендарний засновник Почаївського монастиря (1220 р.). Фреска зі стін монастиря.

З давнього часу існують різні перекази, що Почаївський монастир утворився до монголо-татарської навали. Ця версія базується на тому, що в Архіві Почаївської Лаври переховувався рукописний твір «Monastyr Skit», написаний польською мовою і датований 1732 роком. Власне цей рукопис і записав давні народні передання про початок Почаївського монастиря. На жаль, зміст цього твору зовсім маловідомий, і сам твір не надрукований.
«Манастир Скит» розповідає, що наприкінці XII століття, жив біля Почаївської Гори побожний муж Туркул, який сильно любив монастирі, не раз бачив видіння, у сні йому являлася Божа Мати. Він сильно полюбив Почаївську Гору; можливо, що це був монах келліот. Близько 1213 року прибув до Туркула чернець з Афону на ім'я отець Мефодій, глибокий старець, якому він усе розповів про свої видіння Божої Матері, показав і всю гору з околицями. Отець Мефодій зрозумів, що це Божа Мати Сама обрала Собі місце перебування на Волині, на Почаївській Горі, і що тут таки треба поставити монастир, і вирішив залишити на Почаївській Горі якусь побожну пам'ятку. Він вибрав на Горі високу липу, очистив її стовбур від кори, вигладив, — і намалював на ній Образа Божої Матері так, як Вона явилася у сні Туркулу. Мефодій багато розповідав про Святу Гору Афон, яку Пречиста Діва обрала Собі за Своє улюблене місце перебування і праці. Туркул сильно захопився цим і вирішив також Почаївську Гору присвятити Божій Матері. Пізніше Мефодій повернувся на Афон, а захоплений духом Туркул подався на Схід, де скрізь розповідав про свої видіння Божої Матері та про красу Почаївської Гори. Врешті Туркул прибув на Афон до отця Мефодія. Після тривалого перебування на Афоні Туркул вмовив отця Мефодія повернутися на Почаївську Гору і заснувати там монастир, щоб просвітити весь Волинський край. 1219 року вони обоє повернулися з Афону і почали будувати монастир на Почаївській Горі, взявши для цього 12 будівничих. Монастир незабаром був побудований і біля них згуртувалися й інші ченці зі Сходу. 1220 року невеликий монастир-скит був закінчений, а біля нього були побудовані й окремі оселі-келії для нових монахів пустельників. Того ж 1220 року отець Мефодій освятив нову Церкву на честь Святого Переображення.
Це був пустельножительний монастир, — монахи не жили разом, а кожен провадив своє окреме життя. У число пустельників зголосилися 12 будівничих та ще кілька інших. Настоятелем монастиря став отець Мефодій. Він був добре освічений монах, писав тлумачення Євангелія, тобто склав так зване «Учительне Євангеліє». При монастирі він відкрив школу і зібрав багато рукописних книжок. Монахи та віряни любили отця Мефодія й духовно навчалися від нього. Засновник Почаївського монастиря дожив до глибокої старості і почив 1228 року у віці 137 років. На його могилі був великий камінь з написом: «Зде лежить возобновитель й страж міста Святаго». За отця Мефодія на Почаївській Горі було 25 ченців пустельників. Але пізніше цей монастир став занепадати, бо час був тяжкий та неспокійний. Проте він ще довго існував, як монастир пустинножитний, і таким дожив аж до кінця XVI століття, коли був відновлений уже на інших основах, — як монастир спільножитний.
Це найстаріше оповідання про початки Почаївського монастиря, як подає його рукописна книга 1732 року «Manastyr Skit». Крім рукопису засвідчити про заснування Почаївського монастиря саме святим Мефодієм може ще його велике народне почитання на Волині і в самому монастирі як першого його намісника. Можливо святий Мефодій був русином або мав таке родство, бо з Афону часто таких благословляли в русинських монастирях, щоб ті йшли і засновували нові монастирі в самій Русі, освічуючи там народ. Пізніше настала зовсім інша ідеологія монастирського життя — спільножитна, і згідно з цією ідеологією перебудувався і Почаївський монастир. І вже був пов'язаний більше з Києвом, яким описують його інші історичні пам'ятки.

#### Грамота 1213 року
Також, на підтвердження існування монастиря в до татарський період, протоієрей М. Трипольський у своїй праці 1879 року «Историческія изслєдованія» подає акт від 11 лютого 1213 року, яким воєвода Михайло Центер та його дружина Єлена дарують Почаївському монастереві десять волоків землі та хутір Комнату. Ось цей акт, що зветься «Дипломатом», тобто грамотою: «Во імя Отца, Сина і Святаго Духа, Тройца Єдиносущная і Нерозділимая. Се аз, раб Владиці моєму Господу Богу і Спасу нашему Іс. Хс., троіческій поклонник Міхаіл Центер, Воєвода, Божією Мило-стію господар землі власнои на Горі чуда Пресвятои Діви Маріи — Поча… — Діва… і супруга Єлена Міхаіла Центер дали і потвердили сему манастирю … десять волоков с лісом і хотар К о мн а т а, десять домов с млини на рікі і з чотири пасіки с пчели і с весь приход, і да поставлят от седа напред молебници наши калугери». З тим, протоієрей М. Трипольський не вказав, звідки він узяв цю грамоту, тому важко аналізувати її. Пізніший дослідник монастиря священик Володимир Зелінський вважав з цього приводу: «Можливо, що цей диплом (грамота) зовсім не відноситься до Почаївського монастиря. Скоріше це акт для якогось волоського монастиря, тоді стане ясним слово „воєвода“, а „власнои“ може це „Волоської“ Землі, тоді й слово „хотар“, що таке часте по молдавських грамотах (наше хутор) буде на місці, як і слово калугери — ченці. Ось через це все не можна цього сильно попсутого акта легко прийняти за дійсного. Хоч тут згадується хутір Комната, — він недалеко від Почаєва».

### Татарська версія
Утворення на території сучасного міста Почаїв православного монастиря, що потім переріс у лавру, дослідники також звикли ототожнювати з Монголо-татарською навалою, бо за одною з легенд, монастир заснували ченці Києво-Печерського монастиря, які близько 1240 року втекли від нападу татар на Київ і яких могли для цього спеціально благословити. Так, наприклад, деякі дослідники пов'язують заснування Почаївського монастиря з священномучеником Лукіаном, що не тільки жив в часи розорення монголами Києва, але і постраждав від них близько 1240 року. За словами преосвященного Філарета Чернігівського: «як один із пресвітерів Лаври він же, може бути, і благословив їх в дорогу, коли ті збиралися залишити Київ разом з іншими отцями, що втікли від меча ворожого». Переселенню монахів з Києва на волинську землю могло також сприяти й те, що після монголо-татарської навали південна Волинь входила до складу Галицько-Волинського князівства, яке в ті часи переживало період найбільшого розквіту. Також є такі факти, що підтверджують переселення монахів в цю місцевість саме з Києво-печерського монастиря: велике почитання саме Києво-Печерських святих, запозичення уставу і церковного розпіву саме з Києво-печерського монастиря.
Взагалі Почаївське монастирське передання, записане вже в монастирському творі «Почаївська Гора» 1742 року польською мовою, відносить початок Почаївського монастиря на час по 1240 році. За ним, того ж року 6 грудня татари напали на Київ і сильно зруйнували його, і тоді саме з Києво-Печерського монастиря втекло кілька монахів на захід, на Волинь, і обрали собі для подальшого перебування затишну мальовничу Почаївську Гору. Приходили татари і на Волинь, на Кременець, але взяти його не змогли, і відступили. Деякі дослідники подають інший давній переказ, ніби в Києві над річкою Почайною був здавна монастир, якого татари 1240 року спалили. Монахи розбіглися, але частина їх подалася на Волинь, і осіла на Почаївській Горі, на яку вони перенесли і назву своєї річки, і назвали її Горою Почаївською. Але жодних джерельних підтверджень на таке передання нема.
Також, на підтвердження татарської версії Семен Антонович Жук, дослідник монастирського архіву в Почаєві, писав: «В рукописній книзі позовів з 1661 року, яка переховується в лаврському архіві в т. ІІ на 144 і слідуючих сторінках згадується, що ще до того часу існувала інша книга під назвою „Пам'ятники Почаївського монастиря“. Ця книга початки ченців на Почаївській горі відносить до 1240 року. На превеликий жаль у лаврській бібліотеці немає цього високовартісного пам'ятника».

### Походження назви Почаївського монастиря
На рахунок походження назви Почаївський монастир є такі версії, як:
- від слова «поча» («болотисте місце», яке існує в окрузі Лаври)[6].
- від слова «чаяніє»[7].
- Києво-печерські монахи дали назву новому місцю у пам'ять про річку Почайну, неподалік від якої стояв колись їх монастир[8].
- За легендою монастир утворився на горі Почаївській саме після того, як на ній було явлення Божої Матері і утворення цілющого джерела від її стопи. І після того народ почав говорити: «Поча Діва творити чудеса». За думкою деяких дослідників, в живій розмовній мові «Діва» втратило початковий звук «д» і кінечний «а», і так із двох слів «Поча Діва» утворилося одне — Почаів[9].

## Початок монастиря
Околиці Почаєва були вкриті густими лісами та яругами, і вони стали доброю обороною від татар степовиків. На Горі були природні сухі печери, в яких оселилися перші монахи. Сталих будинків тут довго не було. Але печери добре підходили для скитського монашого життя, тому перші монахи, зайнявши печери, жили як пустельники. Це їм могло нагадувати київські печери над Дніпром. Монахи жили спочатку в самих печерах через гарну придатність, бо були сухі, а пізніше поставили собі деякі дерев'яні будинки і дерев'яну Церкву. І вже значно пізніше, приблизно у XV столітті, на добровільні пожертви православних поставили собі муровану Успенську Церкву. Таким чином монаша обитель на Почаївській Горі постала давно, монахи жили пустельножитним життям у печерах.

### Явлення Божої Матері
За переказом у 1240 році на Почаївській горі було явлення Божої Матері: «Одного разу, вночі, вийшовши після молитовного бдіння з печери, почаївські іноки разом з селянами-пастухами із сусіднього села побачили зверху Почаївської гори Богородицю, що стояла на скелі у вогняному стовпі. Подібно, неопалимій купині, що горіла, але не згасала, Пречиста Діва була обійнята полум'ям: на голові її була корона, а в десниці — скіпетр. Явивши себе людям з осліпляючою повільністю, вона піднялася від землі на небо, залишивши на скелі слід Своєї правої Стопи. Іноки та пастухи (переказ зберіг ім'я одного з них — Іван Босий) зрозуміли це так, що явлення Богородиці в стовпі вогняному означало наближення нових бід, від яких Волинь і вся Русь буде страждати як би в полум'ї, але через молитви і заступництво Богородиці вціліє та відродиться. Тут же старанною молитвою віддячили вони Бога, що дарував їм чудесне явлення Матері Божої та прославили Саму Діву, що явилася ним і залишила слід Своєї Стопи. З того часу Стопа стала наповнюватися водою. Тільки одну мить простояла Мати Божа на міцному камені, а слід ноги Її, що відобразився на ньому як на м'якому воску, залишився назавжди. Пізніше Цельбоносна стопа і джерело почали вважатися чудотворними, бо монахи і прочани почали відмічати цілющу і чудотворну їх силу».
Щодо точної дати явлення Божої Матері у давніх джерелах існують розбіжності. Книга 1665 року «Небо Нове» не вказує дату явища Пресвятої Богородиці. Книга 1772 року «Гора Почаевская» відмічає: «Только в дееписаниях монастыря Почаевского говорится, что Стопа Пречистой Девы… лет 416 назад изображена… полагаю, или в 1340, или в 1341». Лаврська книга 1773 року «Резюме історичне» повідомляє: «Описывает этой необыкновенной Стопы древность книга, в которой списки и рассказы о событиях монастыря ее, и судебные разбирательства прежних насельников отмечены, описывая возникновение обители Богородицы за лет 400 тому назад. Книга же сама в году 1662 есть списана». У книгах-описах лаври другої половини XIX століття доводилися версії про 1240 або 1261 роки.
Незабаром після цієї події біля підніжжя тої скелі, на якій явилась Мати Божа, іноки побудували невеликий храм в ім'я Успіння Пресвятої Богородиці. Але сама скеля, як і слід Цельбоносної Стопи на ній, протягом ще чотирьохсот років залишалися просто неба. Лише з 1649 року, коли на цьому місці виросла церква в ім'я Пресвятої Трійці, Стопа Богородиці разом з джерелом опинилася врешті-решт в храмі. Зараз на місці цього храму стоїть Успенський собор.

### Грамота короляЖиґимонта Авґуста
З XVI століття з'являються достовірні історичні пам'ятки про Почаїв. В монастирському Архіві зберігається грамота 1527 року польського короля Сиґізмунда I Старого, яка вважається першою згадкою про монатир. Грамота видана дідичеві села Почаєва Василю Богдановичу Гойському на право мати безмитний ярмарок (село Почаїв спочатку належало до Кременецького замку, селом відав кременецький староста). Пізніше Почаїв був відділений від Кременця і переданий Василеві Гойському. Але, кременецький староста не хотів відмовитися від своїх прав на Почаїв.

Грамота від 20 травня 1527року (копія зберігається в Почаївському Архіві): «Жиґимонт Август, Божією милостію Король Польскі, Великі князь Літовскі, Рускі, Прускі, За-мойтскі, Мазовецкі, і інших. Старості Кремянецкому Пану Якубу Монтовтовичу. Бил нам чолом дворанин наш Василій Богданович Гойстскі і повідал, штож дей ти всилаєш намистинка своєго кремянецкого до імінія єго Почаєва на ярмарок на день Матки Божої Первої, і там дей на том імінію єго намтістник твой в ярмарку н'Ькоторії доходи берет і люди судит. І бил нам чолом, абих ми тоб'Ь не казали на тот ярмарок до ім'Ьнія єго намістника твоєго висилати і доходов брати з ярмарку, і людей судити, іно ач-колвек перед тим з того имтзнія єго, то будет на замок наш Кремянець брано, ґдиж тоє имбніє од замку нашого Кремянецкого оддалено, а он в єго державі. Ми з ласки нашоє то ему одпустили, й ти би що до того имінія єго Почаєва на ярмарок намистинка своєго не висилал, й ярмарочних доходов брати й людей судити не веліл, й ни во што не вступовал, й дал ему в том покой конечно. Писан в Кракові, літа Божего народженя тисяча пятсот двадцат семого, м'Ьсеца мая двадцатий день».
«На день Матки Божої Первої», тобто на першу Пречисту, на Успіння Пресвятої Богородиці, 15 серпня з'їздилися люди на ярмарок, а може й тому, щоб побувати на Почаївській Горі. Але, у грамоті нема згадки про монастир чи Церкву.

## Почаївський монастир в другій половині XVI століття

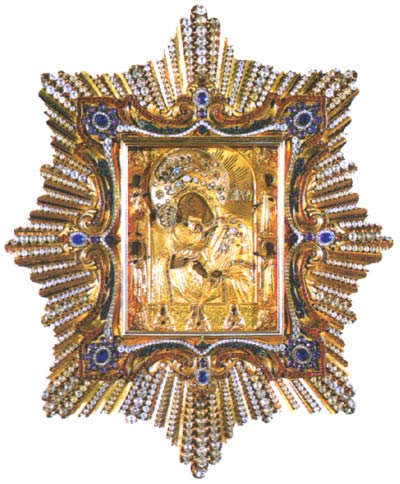
Почаївська ікона Божої Матері

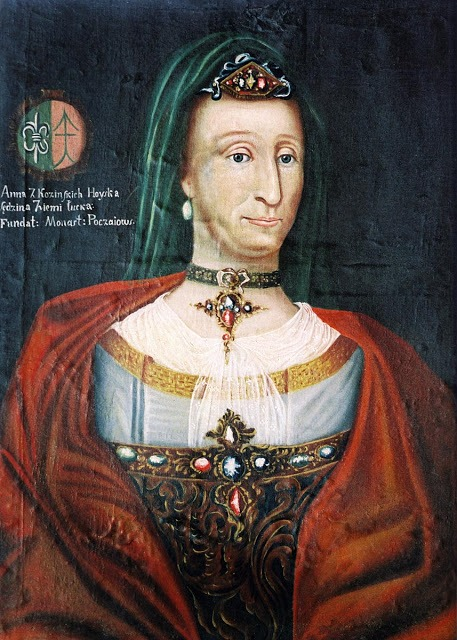
Ганна Гойська

У 1596 році після Берестейської унії Почаївський монастир рішуче виступає проти окатоличення православних, стійко витримуючи натиск чужих до себе віровчень, стає могутнім духовним центром Православ'я. У першій половині 1597 року православна шляхтянка Ганна Гойська подарувала монастиреві чудотворну ікону Божої Матері, від якої чудесно зцілився її брат Філіпп (ікону привіз на Волинь у 1559 році болгарський митрополит Неофіт). В часи Гойської монастир існував, але дещо занепав внаслідок татарських набігів. Створення або відновлення монастиря Гойською було викликане її бажанням дати відповідний «покров» чудотворній іконі, яка пізніше під назвою Почаївська стала однією з головних монастирських святинь.
14 листопада 1597 року Ганна Гойська складає «фундушевий запис» на влаштування Почаївського монастиря. Запис був зроблений старопольською мовою: «Я, Анна Тихонівна Ерофеєва-Гойська, судина земська Луцька, визнаю і проголошую цим моїм листом всякому, кому треба про те відати або чтиме чути, людям нинішнім і потім майбутнім, що, маючи постійно перед очами моїми свій Християнський обов'язок, за яким — якщо всяка людина зообов'язана воздавати потрібне своєму ближньому, то тим паче вона зобов'язана, по крайній можливості своїй, воздавати потрібне Богу, Творцю своєму, до честі і примноження святої Його слави, — а по здравому і рішучому міркуванні, не будучи ні від кого до того побуждаєма, не з примусу, але по добрій моїй волі, тільки для примноження слави Божої, роблю слідуюче розпорядження відносно тої моєї маєтності, при селі Почаєві, де з давніх пір існує кам'яна церква на честь Успіння Пречистої Богородиці: те, щоб при тій церкві було постійно славослів'я Боже, я наважилася побудувати і заснувати при ній монастир для життя в ньому восьми ченців, людей добрих, набожного життя, не іншого віросповідання, як тільки грецького, підпорядкованих Східній Церкві, і двох дячків. Точно також і ігумену, який буде поставлений в ньому для управління, належить бути „завжди человікові віри християнської, послушання Східній церкві і святого оповіщення закону нашого грецького“. Він повинен бути високого добродіючого життя, випробованої моральності, тихий, скромний, шанобливий, тверезий, не користолюбний. Братією він повинен керувати з любов'ю і кротістю. Якщо б між ігуменом і братією виникли якісь несумісності і суперечки, то діло їх повинен розглянути єпископ, „який би не іншого закону, тільки грецького Східної Церкви був“».
«Фундушевий запис» Ганни Гойської мав два основних мотиви:
- збереження «грецької» (тобто православної) віри
- про матеріальне забезпечення монастиря усім необхідним свідчить продовження запису: «На утримання їх (тобто монахів) я надаю на користування тій святій Успенській Церкві і майбутньому при ній монастиреві і надала на вічні часи так, що це ніколи не повинне бути порушене ні мною, ні потомками моїми, які після мене будуть володіти тим моїм маєтком Почаєвом, ні їх потомством…, і хто між тим, в протистояння моїй волі і постанови, вчинив би що-небудь на шкоду того монастиря, порушив хоч в чому-небудь найменшому цей добровільний мій лист і це християнське благочестиве розпорядження, — всякого такого я позиваю на страшний суд перед Престол Божий, до Його святого рішення; там-то всякий такий має і зобов'язаний буде розсудитися зі мною в цьому; на всякому такому, хто тільки порушив би в чому-небудь волю мою на шкоду того монастиря, да буде анафема і всяке неблагословіння з прокляттям…»[13].

Цей заповіт написаний у Почаєві і його підписали чотири свідки: Макар Ледуховський, Василь Малинський, Кіндрат Хорошко і Григорій Баковецький.
«Фундушевий запис» Ганни Гойської мав силу заповіту і клав початок общинножительному монастирю на Почаївській горі замість пустинної обителі, що могла існувати тут раніше. Фундаторка подарувала монастирю угіддя, кошти та 6 родин підданих. Першим храмом обителі стала невелика мурована Успенська церква, що існувала з 1527 року. Факт існування мурованого храму поза населеним пунктом є основним доводом на користь припущення, що на місці лаври колись існував монастир, про який 1597 року могли вже не пам'ятати. Дані доводи підтверджуються словами «фундушевого запису»: «при селі Почаєві, де з давніх часів існує кам'яна церква на честь Успіння Пречистої Богородиці», з яких також можна заключити, що задовго до Ганни Гойської монастир не був занедбаним кутком. Про його існування, який притягував багатьох богомольців, свідчать також два документа, що належали польським королям Сиґізмунду I і Сиґізмунду II Авґусту. У своїх грамотах від 20 травня 1527 року і 23 вересня 1557 року вони забороняють кременецьким старостам на свято Успіння Пресвятої Богородиці висилати своїх намісників у Почаїв для ярмаркових поборів. Деякі дослідники з даних документів роблять припущення, що коли у дні Успіння бували ярмарки, то в Почаїв у ці дні могло прибувати багато богомольців, і схоже, що справи на цих ярмарках йшли настільки добре, що королівські заборони мали силу тільки на папері. Через 200 років польський король Авґуст III підтверджує право, що звільняло Почаїв від поборів кременецького старости під час Успенського ярмарку.
З тим, час монашого життя на Почаївській горі до «фундушевого запису» залишається невисвітленим, тому історія монастиря починається, по суті, із заповіту Ганни Гойської і дарування нею чудотворного образу Божої Матері, яким благословив її прибулий в ці краї грецький митрополит Неофіт.

## Почаївський монастир за настоятельства Іова Почаївського
Розквіт монастиря пов'язаний з діяльністю ігумена Іова Заліза (1602–1651 роки), який преобразив обитель — ввів общинножиття монахів, оточив обитель мурами з 5-ма баштами, побудував сім храмів, створив друкарню для захисту Православ'я. Почаївський монастир отримавши багаті пожертви від Анни Гойської, почав стрімко розвиватися. Число іноків в ньому збільшилося. «Фундушевий запис» зробив з нього общинножительний монастир, але цей порядок в його житті тільки складався. Не відомо імен перших його насельників, відомо тільки, що як тільки Іов влаштувався на горі, малочисельна братія, відчувши в ньому велику духовну силу, поставила його ігуменом і начальником влаштовуваного нею общинножиття. З тим, ні писемні свідчення, ні усні перекази не зберегли ніяких свідчень про настоятелів, що передували преподобному Іову. До нього почаївські пустинники, за прикладом пустинників Афона, могли не мати особливих настоятелів, підкоряючись лише якимось духовним старцям, чиї імена не збереглися. Іов був першим справжнім організатором виникаючої Почаївської обителі, бо, по словам його біографа Досифея, «сицевого стража зело подвижна и искусна изводи имети Пресвятая Дева Богородица Мария и своей небеси подобящейся обители». Преподобний ввів у обителі давній Студійський устав, влаштувавши в ній життя за прикладом Києво-Печерської Лаври.

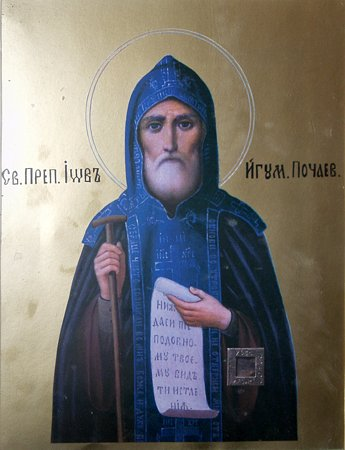
Святий Іов Почаївський

В перші роки існування общинножительної обителі, коли збільшилося число іноків, за словам літописця того часу, «бід повні настали часи». Вже минуло століття з тих пір, як Русь остаточно скинула з себе татаро-монгольське іго, але великі загони або ватаги татар все ще бродили по землям колишньої Русі, доходячи інколи до самих західних її кордонів. Вони піддавали мечу і пожежі все, що зустрічалося на їх шляху. З цими набігами пов'язані й перекази про чудеса. Так в 1607 року один з таких загонів опинився під Почаєвом; в той час, як говорить місцевий переказ, один монах проходив по горі, творячи молитву. Якийсь татарин, помітивши його, підскочив до монаха, видно, надіючись добути собі невільника, але, побачивши, що той вже старий, вдарив його зі злоби шаблею і обезголовив. Але, інок, який повинен був одразу померти, взяв у руки свою відрублену голову і, донісши її до монастиря, поклав перед чудотворною іконою Богоматері і тільки тоді передав дух свій Господу до загального здивування всіх очевидців.
З тим, в цей час у монастиря з'явилися також і інші проблеми. Захищати інтереси Православ'я та монастиря довелося незабаром Іову Почаївському вже від онука і спадкоємця Ганни Гойської, Анджея Фірлея. Фірлей був каштеляном Белзьким, згодом воєводою Сандомирським, сповідував лютеранство. За життя Гойської він був проти того, щоб Почаївському монастирю вона дарувала частину своїх маєтків і доходів. Тому, Фірлей після її кончини у 1617 році став всіляко порушувати фундушевий запис, поступово відбираючи та грабуючи у монастиря все заповідане йому майно. Також, Фірлей тероризував монархів, посилав своїх гайдуків грабувати і руйнувати монаші приміщення, а під час прощ у великі свята посилав своїх фундаторів–євреїв продавати горілку в монастирі під церквами, щоб п'яниці робили бешкети. Крім того, володіючи землею навколо монастиря, Фірлей, навіть, заборонив возити через неї воду з почаївських колодязів і наказав гайдукам зупиняти монахів на дорозі і розбивати бочки з водою. За переказами, у відповідь на це Іов Почаївський, помолившись Пресвятій Діві Марії, велів почати рити колодязь тут же на скелі (при цьому найбільше копав сам ігумен). Це була досить виснажлива праця для ченців, які не мали ніякої техніки, але на глибині 46 метрів показалася вода і цим колодязем монастир користується й зараз. Однак, почувши про нову монастирську криницю, Фірлей дуже розлютився і 19 червня 1623 року нацькував на обитель ватагу своїх буйних слуг-лютеран під керівництвом Григорія Козенського, які, розграбувавши монастирське майно, викрали Чудотворну ікону. «Бо, думав він, — як повідомляє джерело „Преславна гора Почаївська“, — якщо візьму Чудотворну ікону, іноки не зможуть залишатися на цьому місці».
Після цього грабежу Іову довелося судитися з Фірлеєм 25 років, неодноразово бувати в Кременецькому та Луцькому судах, подавати різні позови та скарги і, врешті, незважаючи на нерівну боротьбу з багатим вельможею, Іову в 1647 році в суді вдалося домогтися часткового успіху — повернути те, що залишилося від викраденого. Перед самою своєю смертю у 1649 році Фірлей покінчив тяжбу актом примирення з ченцями, що не прийняли унію. Цьому передувала незвичайна подія. На одному частуванні в себе вдома Фірлей, керуючись святотацькими настроями та випивши зайвого, нарядив свою дружину в церковні облачення, дав їй в руки святу чашу і приніс чудотворну ікону Почаївської Божої Матері. Але, як оповідає церковний переказ: "Матір Божа не допустила такого наруги над Своєю іконою, і ледь почалося це безсоромне дійство, як на Фірлееву дружину «напав біс лют, яким вона обтяжена була ще через довгий час». При цьому жінка поступово втрачала розум. Це «потрясіння бісом» дуже справило враження на Фірлея, і він зрештою покірливо повернув чудотворну Ікону обителі. Тільки тоді його дружина зцілилася. З тим, Фірлей так і не повернув церковний посуд і монастирські скарби.
Подібну боротьбу, поряд з судовими процесами щодо захисту майна, заповіданого монастирю різними благодійниками, Іову Почаївському доводилося вести і з іншими важливими особами, вороже настроєними до обителі. Преподобний захищав не тільки її інтереси, а й сусідніх з нею монастирів і храмів, охоронцем яких він теж був. Все це вимагало від нього постійної напруги і багатьох сил, але попри це він нікому не доручав вести судові тяжби, завжди особисто несучи їхній тягар. Багато праць поклав преподобний і на влаштування і процвітання монастиря. Попіклувався святий про гарне матеріальне забезпечення монастиря і добився приписки до нього різних земель та угідь. Також, Іов приклав зусиль до влаштування у монастирі колодязів, ставків, городів, садів і іншого господарства. Він брав участь у всіх монастирських працях, в усе вникав, мав над усім цим нагляд, подаючи монастирській братії приклад працьовитості та подвигу. Своїми руками він садив дерева, копав і чистив монастирські ставки (вони збереглися і дотепер), і ніхто не бачив його сидячим без діла. Він дуже багато працював, і, за словами його життєописувача, тільки «самому Богу, таємна сердець людських проникаючому, зручно вирахувати» обсяг тієї роботи.
Близько 1626 року Почаївська обитель сильно постраждала від пожежі, під час якої всі церкви, будинки й церковні устаткування або згоріло, або було дуже пошкоджене. Тому, преподобний Іов, не знайшовши достатньо матеріальної підтримки на місці, посилає 1 травня 1626 року лист російському царю Михайлу Федоровичу, де, описуючи збиток, заподіяний монастирю пожежею, в якому загинула «краса церковна, одяг священницький, Євангеліє, хрести та іншу благоліпність церковну», скаржиться цареві на зростаючу кількість противників батьківської православної віри і просить його допомоги. Також, через напади татар на навколишні землі та Національно-визвольної війни під проводом Богдана Хмельницького стали рідкісними паломництва до монастиря. Обитель пустіла, а багато монахів перейшли до інших монастирів. У липні 1651 року ченці прихистили в монастирі представників козакої старшини та шляхтича Завадського, однак їх під час переслідування відступаючих виявили князь Єремія Вишневецький та польний коронний гетьман Марцін Калиновський, після чого віддали наказ відрубати козакам голови, а Завадського — розстріляти.
У розпорядженні монастиря був ще один важливий засіб боротьби з окатоличенням. До прибуття Іова Почаївського в монастир обитель мала прекрасну на той час друкарню, залишену Ганною Гойською, яка багато друкувала і розмножувала книги. У той час, коли, всі найдавніші типографії південно-західної Русі в першій половині XVII століття поступово припиняли своє існування, на Волині була одна тільки «слов'яно-руська друкарня Почаївська». Серед книг, виданих цієї друкарнею в часи Іова, можна вказати на «Слово Максима Грека на латинян», книга 1618 року Кирила Ставровецького (Транквіліона) «Зерцало Богословія» (направлена проти католиків) і, крім цього, друкувалися тут проскомидійні листи для розсилки по православних храмах, листи і послання православних патріархів, молитви на різні випадки тощо. Брав участь у складанні книг і сам Іов Почаївський. Він робив виписки з творів святих Отців і складав повчання та бесіди. Частина однієї з таких збірок (з передбачуваних 900 аркушів збереглося лише 123), дійшла до нас: у 1884 році ця праця була опублікована під назвою «Бджола Почаївська». Книга носить апологетичний характер і спрямована здебільшого проти протестантських сект, що поширилися в той час в південно-західній Русі, в основному проти соцініанства. Рукопис Іова включає в себе виклад всього вчення Православної Церкви про Пресвяту Трійцю і Божество Ісуса Христа і закінчується вченням про ікони, храми, чернецтво, боротьбу з пристрастями тощо. Ця праця є досить серйозним твором як для свого часу, бо цілком самостійна. Преподобний Іов цілком стоїть на основі Святого Письма, церковного Передання і святоотцівських творінь і не стільки доводить істини Церкви, скільки розкриває і усвідомлює їх. Ця книга, як і інші повчання Іова, написана чистою церковнослов'янською мовою, тоді як інші православні письменники того часу писали на поширеній слов'яно-польській мові, розбавленій українськими виразами. Авторитет Почаївського ігумена був у той час дуже високий у православному світі Речі Посполитої.
У цей період, на прохання отця Іова монастиреві надавали допомогу різні українські православні шляхтичі: Жабокрицькі, Долинські, Куликівські, Малинські, Пузини, Сташкевичі, Ушківські, Ясногірські, князі Адам і Михайло Вишневецькі, Черневецькі, Малинська, Марія Збаразька та інші. Але, найбільшими в тому числі благодійниками монастиря в ці часи стають для Почаївської лаври Єва Домашевська разом зі своїм чоловіком Феодором (1624 року — кременецький коморник), що належали до числа дуже рідкісних в той період шляхетських родин, що були стійкі вірою і прагнули щось зробити для Православної Церкви. За життя преподобного Іова вони, будучи його духовними дітьми, вони стали другими після Ганни Гойської великими благодійниками монастиря. 1649 року вони побудували та прикрасили на горі Почаївській привабливий Свято-Троїцький кам'яний храм з двома приділами на честь Благовіщення Пресвятої Богородиці та великомученика Феодора. Церква була споруджена на самій вершині гори над Стопою Богоматері і сюди перенесли Її чудотворну ікону, поставивши її за давньоправославним звичаєм в іконостас над Царськими вратами. Крім цього, подружжя Домашевських пожертвували обителі велику суму грошей, просячи по смерті поховати їх тіла у новоствореному храмі, що і було потім виконано. Даний заповіт був написаний 20 травня 1649 року і зберігався в архівах Волинської духовної семінарії.
Взагалі, благодатне життя преподобного Іова Почаївського досить сильно підняло престиж Поївського монастиря серед населення, а сам святий ще за своє життя удостоївся оповідей, що свідчила про його святість. У випадку преподобного Іова таким свідоцтвом стала знаменита його печера, куди повзком і донині може насилу залізти не кожна людина і де неможливо ні зручно сісти, ні лягти, ні витягнути ноги. На цілі дні і, навіть, тижні залишав святий ігумен свою братію, щоб проводити час у безперервній молитві (за словами його життєописувача Досифея: «сльозами токмо від чистого серця виливати годований»). Від багатоденних стоянь на молитві ноги в Іова набрякали так, що покривалися виразками, сліди від яких досі залишилися на нетлінних його мощах. Досифей, описуючи його духовні подвиги, повідомляв, як: «надзвичайний світло осяяло печеру преподобного під час молитви, і протягом двох годин світло це, що йшов з глибини печери, освітлювало протилежну сторону церкви». Святий був строгий та вимогливий до себе, але до ближніх мав велику любов, поблажливість до їхніх немочів, і був дуже незлобивий. Відомий випадок, коли одного разу, в ночі, преподобний проходив біля току і побачив чоловіка, що крав монастирську пшеницю. Крадій побачив Іова і дуже злякався, бо мав гарну репутацію. Але, старець не став докоряти винуватця, а допоміг йому підняти мішок і зробив настанову крадію про те, як погано красти чуже майно, привівши йому на пам'ять заповіді Божі та страшний суд Господній, на якому він повинен буде дати відповідь за свій вчинок. Після цього старець з миром відпустив винуватця.
Крім високого духовного рівня, обитель, також, була досить розбудована. Дослідник Семен Жук наводить опис тогочасного монастиря: «Виглядав він більш-менш та: у центрі на горі вирізнялася своїм розміром велика Троїцька церква у візантійському стилі; у підніжжі гори від сходу — нижче теперішніх святих воріт і праворуч — стара невелика мурована церква Успіння. Крім цих двох головних церков, як свідчать про це деякі історики у честь: Св. Спаса, Благовіщення, Воскресіння, Св. Федора, Побіди Божої Матері й Миколаївська, що примостилась в різних напрямах від головної Троїцької церкви. У північно-західній частині монастиря були розташовані братський дім та різні господарські будинки».
1649 року, відчуваючи слабкість сил, Іов передав ігуменську посаду отцю Самуїлу (Добрянському), хоча і надалі продовжував іменуватися ігуменом Почаївським. Проживши сто років, Іов Почаївський 28 жовтня 1651 року сам відслужив Божественну літургію і, давши останнє цілування братії, без всякої хвороби мирно почив. Сім років і дев'ять місяців пролежало в землі тіло преподобного Іова після його поховання. Але, за переказами, в цей час люди іноді бачили незвичайне світло над його могилою. Також, одного разу, покійний ігумен з'явився в «сонному баченні» тодішньому київському митрополиту Діонісію Балабану зі словами: «повідомляю твоєму преосвященству, яко тобою Бог хощет відкрита кістки мої». Митрополит був людиною не схильною до забобонів і досить освіченою, і хоча він впізнав старця, але не поспішав негайно вірити і слідувати снам. Бачення повторилося ще 2 рази і на третій раз преподобний вже пригрозив владиці покаранням. Тоді митрополит зрозумів, що сни ці були «від Божого повеління».  У той же день митрополит вирушив до Почаївської обителі, розпитав про життя покійного ігумена та наказав негайно відкрити труну, в якій лежали його мощі. Мощі були знайдені «без жодного зотління, як би тої ж години поховані, і сповнені неописаних розумом пахощів». Тоді митрополит наказав взяти нетлінні мощі Почаївського ігумена і з належною честю при великій кількості народу 28 серпня 1659 року переніс їх у недавно споруджену церкву Пресвятої Трійці. Так монастир отримав третю святиню — мощі преподобного Іова Почаївського.

## Почаївський монастир в кінці XVII— початку XVIII століття
У липні 1675 року, під час польсько-турецької війни 1672—1676 років османський загін безуспішно намагався захопити монастир. Як повідомляє знаменитий історик XVIII століття Олександр Рігельман: «Магомет IV, султан, намірився найдужче мстити Польщі за порушення Бучацького миру і за поразку військ при Хотині. Він, доручивши військо своє новому візирові Кара-Мустафі. Відправив його з оним на Польщу». «Візир ж турецький пішов у Подолію… волохів, що там давно живуть на кіля посаджав. Таку ж страту по взяття міста і в Микулині робив; потім узяв на договір фортеця Подарецу, ону зрив, а церкви і кладовища осоромив і маєток розграбував. За сим через зраду отримав Збараж». На шляху цього війська виявився слабкий і незахищений Почаївський монастир. Монастирський переказ так оповідає чудесне збавлення монастиря від турків: «Підступивши до нього, турки вже спалили навколишні будови, вбили двох людей з братії і почали готуватися до штурму. З військової точки зору він не становив для них серйозної операції: монастир у той час не мав ні фортечних стін, ні сторожових веж, як це зображується на пізніших гравюрах, і за його дерев'яною огорожею ховалося безліч мирних біженців. Як турки розправлялися в той час з полоненими, будь то солдати або мирні жителі, було відомо і допомоги чекати не було звідки. І ось ігумен обителі отець Йосип Добромирський переконав братію залишити всяку надію на допомогу земну і звернутися до єдиної Заступниці — Матері Божої і до блаженного угодника Іова. Рано вранці 23 липня турки пішли на штурм. Ченці відповіли на нього служінням акафіста перед чудотворною іконою Матері Божої Почаївської. І лише вони почали співати перший кондак „Взбранній Воєводі“, як над Свято-Троїцькою церквою з'явилася Сама Цариця Небесна з розпростертим омофором у руках, з небесними ангелами і преподобним Іовом, що старанно молиться Богородиці: „да не передасть у неволю монастир, де він був ігуменом“. Їх побачили і самі турки і стали негайно пускати стріли в цих захисників, що з'явилися з неба, але стріли їх поверталися і вражали самих турків. Нападники прийшли в жах і замішання, їх охопила паніка, і вони кинулися тікати. Тим часом, підбадьорені такою допомогою, небагато православні захисники Почаєва погналися за ними і ще встигли когось полонити». Згідно з лаврськими літописними переданнями, декілька полонених після цього залишилися в обителі, прийняли християнську віру і до кінця життя пробули там на монастирському послусі. Так шанування святого Іова поєдналося тут із шануванням Матері Божої. Таким залишилося воно і в народній пам'яті, що позначилася в піснях, деякі з яких ще в минулому столітті були популярні в Галичині і на Волині («Ой зійшла зоря вечоровая», «Пасли пастирі вівці на горі»). Таким записано воно і в польській «Книзі чудес Божої Матері і Стопки», в якій поряд з чудесами, пов'язаними з Цільбоносною Стопою і чудотворної Почаївської іконою, описані і чудеса, вчинені преподобним Іовом більш, ніж за століття після своєї кончини.
У другій половині XVIII століття польська влада активно продовжувала (особливо після поразки Національно-Визвольної війни 1648—1657 років під проводом Богдана Хмельницького) окатоличувати Західну Україну і тиснути на Почаївський монастир. З тим, польський уряд зрідка робив не надто рішучі кроки для захисту своїх православних громадян, в яких він потребував передусім як у військовій силі, але, як правило, не поспішав проводити їх у життя. Московський договір від 6 травня 1686 року, який затвердив за Росією на вічні часи всі землі (з Києвом, Черніговом, Смоленськом і іншими 56 містами), набуті нею в Московсько-польській війні 1654—1667 років, обумовлював право російського уряду втручатися у відносини Польщі з її православними підданими, що залишилися на так званій Польській Україні, тобто на землях, розташованих на правому березі Дніпра. Цей пункт не подобався польському уряду і змусив його докласти додаткових зусиль до того, щоб у його державі залишалося якомога менше православних підданих, інтереси яких була вправі захищати іноземна держава. Також, важливо, що на греко-католиків цей захист не поширювався. Цим правом на захист спробував скористатися російський цар Петро І, який побажав надати Почаївському монастирю ставропігійного статусу. Цьому передувала довга, досить непроста історія, що відбувалася в самому монастирі. Головними дійовими особами в цій історії були намісники обителі Інокентій Ягельніцький, Йосип Саєвич і Луцький єпископ Атанасій Шумлянський. 1693 року почаївські ченці, очолювані Ягельницьким і Саєвичем, виступили проти єпископа Афанасія Шумлянського. Раніше вважалося, що саме велике хвилювання почаївських ченців 1693 року було бунтом уніатської партії проти свого законного єпископа. Луцький консисторський суд, що засідав 24 лютого 1694 року у цій справі, виніс найсуворіше рішення щодо Ягельніцького і Саєвича, звинувативши їх у порушенні канонів, вчиненні бунту, непокорі єпископу тощо, засудивши їх до позбавлення ієрейського сану і відлучення від Церкви. Однак, як згодом з'ясувалося, Інокентій Ягельніцький і особливо Йосип Саєвич були ревними захисниками Православ'я в Почаєві, що боролися проти таємного уніата Афанасія Шумлянського, який вирішив знищити їх за допомогою суду. Після смерті А. Шумлянського, 1695 року Йосип Саєвич незабаром стає намісником Почаєвського монастиря. До ліквідації в Луцьку православної кафедри у 1712 році він намагається відвести свою обитель разом з приписаними до неї Загаєцьким і Стракловським монастирями із-під влади Луцького єпископа. Саєвич хотів виклопотати для Почаєва, що знаходиться на території Речі Посполитої, статус ставропігійного монастиря, зробивши його юридично залежним безпосередньо від Московської церковної влади. З цією метою він звертається безпосередньо до Петра І, який видав грамоту на ставропігію Почаєва. Уривок з даної грамоти повідомляє: «(Пожаловали мы великий государь)наше царское величество пожаловали Почаевского монастыря игумена Иосифа Саевича с братнею и кто по нем в пред иные игумены и братия в том монастыре будут, повелели ему дать сию нашу великого государя нашего ц.в. грамоту (на содержание того Почаевского монастыря) для того: (что) в нынешнем 1710 году февраля 25 день бил челом нам великому государю нашему ц.в. по милости нашей повелели оную обитель с приналежащими к нему монастырями Загаецким и Стракловским, которые издавна к той обители належат, привратить к престолу ставропигии святейшего Московского Патриарха, над которым дабы митрополиты и епископы и прочие чины разных епархий (в Польше) власти не имели и не вступались…».
З тим, реалізувати перехід монастиря під ставропігійне керівництво не вдалося. Невдача ставропігії в той час пояснюється тим, що Польща противилася владі Московського Патріархоту на її території, відсутністю самого Патріарха (після смерті у 1700 році патріарха Адріана Петро І заборонив вибори нового патріарха) та загальним ослабленням церковної влади в самій Москві. Також, після того як Йосип Саєвич був змушений піти з монастиря, сильно зміцнилася уніатське угруповання в самому Почаєві. Крім того, ефективним способом введення греко-католицизму, крім захоплень і конфіскацій, була реорганізація православних єпископських кафедр на греко-католицькі (уніатські). Тому, траплялося так, що народ вважав свого єпископа православним і слідував за ним, коли той був вже таємним уніатом. Таким був перехід у греко-католицизм наприкінці XVII століття ряду православних єпископів: братів Йосипа (Львівська кафедра) і Афанасія Шумлянського, Інокентія Вінницького (Перемишльська кафедра) та інших. У цих умовах Почаївський монастир, незважаючи на те що починалося проуніатское «бродіння» всередині нього, все ж тримався довше і наполегливіше інших. У 1701 році він, навіть, домігся від короля Августа II певної привілеї, яка під загрозою штрафу забезпечувала недоторканність «вільного збереження в монастирі Почаївському віри східної древньої Церкви, від незапам'ятних часів в оном безперервно і безперешкодно содержимой». Однак королівські укази в Польщі були не дуже дієвими, бо король був у всьому обмежений сеймом (набагато нетерпимішим у релігійному відношенні), до того ж сам король не завжди хотів, щоб його розпорядження виконувалися. Тому, папери з привілеями залишалися лише паперами, а архімандрит Діонісій (Жабокрицький) (майбутній Луцький єпископ — греко-католик) і Почаївський ігумен Йосип Саєвич говорили російському посланнику Любиму Судейкіну: «Нині благочестивим горше колишнього чиняться гоніння і до унії примус, а за них-то, крім царської величності, стояти іншим нікому». Після Жабокрицького на Луцьку кафедру був у 1711 році обраний Кирило (Шумлянський). Однак Кирило побажав прийняти висвячення у єпископа не від уніатського митрополита, а від православного Київського, і король Польщі, вирішивши, що його посвята незаконна, незабаром вигнав його. Тому у 1712 році на Луцькій кафедрі затверджується греко-католицький єпископ Йосип Виговський.
Після цього, у 1713 (1721) році Почаївський монастир перейшов у греко-католицтво. З тим, невідомо точної дати переходу Почаївського монастиря в греко-католицизм. В 1714 році Почаївські монахи приймають у себе Йосифа Виговського — греко-католицького єпископа, що зайняв колишню православну Волинську кафедру, показують йому монастир, дозволяють йому скласти опис його майна і просять його дозволу на побудови нової каплиці в ім'я святої великомучениці Варвари. В 1716 році у монастиря виникає конфлікт з місцевим поміщиком графом Ледуховським, і Почаївський ігумен Арсеній Качуровський звертається зі скаргою до папського нунція у Варшаві. Але папський нунцій у цій справі нічим не зарадив. При таких умовах перехід в унію відбувався поступово і поетапно, як би сам собою. Відомо, що Гедеон Левицький був останнім православним ігуменом на горі Почаївській, який був намісником монастиря в 1720 році. Відомо також, що коли в 1720 році відбувся греко-католицький Замойский собор, на якому були узаконені всі відхилення від православного чину на користь католицтва і де були присутні настоятелі майже всіх Волинських монастирів, що увійшли до унії, то Гедеона там не було. Після Гедеона Левицького намісником став вже греко-католик — Феодосій Рудницький. Проте, як стався цей перехід залишилось нез'ясованим.
До 1721 року у монастирській бібліотеці знаходилося 167 книг, з яких 7 було написано українською мовою.

## Список намісників монастиря в Давньоправославний період
1. Преподобний Мефодій Первоначальник Почаївський (кінець XII — початок XIII століття)
2. Преподобний Іов Почаївський (1604—1648 роки)
3. Самуїл (Добрянський) (1648—1658)
4. Дорофей (Третьякович) (1658—1659)
5. Досифей (1659—1666)
6. Ефрем (Шацький) (1666—1668)
7. Софроній (Подчаєвський) (1668—1669)
8. Калліст (Мековський) (1669—1675)
9. Феодосій (Левицький) (1675—1683)
10. Іосиф (Добромирський) ((1675) 1683—1689)
11. Кассіан (Рибчинський) (1689—1690)
12. Євфимій (Моравський) (1690—1693)
13. Іннокентій (Ягельницький) (1693)
14. Іакінф (Жуковський) (1693—1699)
15. Іосиф (Саєвич) (1699—1711)
16. Лука (Палеховський) (1711—1714)
17. Юстиніан (Радзикевич) (1714—1715)
18. Арсеній (Качеровський) (1715—1716)
19. Пахомій (Заблоцький) (1716—1720)
20. Гедеон (Левицький) (1720)